# Montafoner Sauerkäse
Montafoner Sauerkäse eller Montafoner Sura Kees (allemannisk dialekt: Sura Kees, i Walgau og Rhindalen Sura Käs - betyder sur ost) er en surmælkost fra regionen Montafon i Vorarlberg. Den har været kendt der siden det 12. århundrede og ligner Tiroler Graukäse.

## Historie
Allerede før Kristi fødsel lavede keltere, som også bosatte sig i Vorarlberg, ost. Man har lavet arkæologiske fund af redskaber til osteproduktion. Det var også kelterne, der bragte Käsker til Vorarlberg. Käsker er et retoromansk udtryk af keltisk oprindelse, der betegner den form, som ostemassen stadig presses ned i på alpegårdene den dag i dag.
Den ældste tilbageværende omtale af osteproduktion i Montafon er i et dokument fra år 1240, den årlige levering af ti oste til domkapitlet i Chur. Efter at Montafon tilfaldt Huset Habsburg i 1394 blev bønderne forpligtet til at levere klaret smør og smør til det habsburgske imperium og til adelen. Begge var et biprodukt i større mængder når der blev fremstillet Sura Kees (dets fedtindhold er mellem 1 og 10 %).
Efter at den meget mere sofistikerede teknologi ved produktionen af hård ost med osteløbe også begyndte at etablere sig i Vorarlberg mod slutningen af det 17. århundrede, der kom fra Schweiz, erstattede den gradvist produktionen af surost, og altså Sura Kees.
En rejsebeskrivelse fra 1781 beskriver surmælksostmejeriet i Montafon:
| Citat | Hin proces består i dette: de lader de mælkefyldte fade (...) stå i 6 til 8 dage; så tager de fløden (...) for at fremstille smør (...). Den skummede mælk, som så ganske allerede er tyk, hældes i kedlen over sagte ild, indtil osten er helt adskilt fra skottet (...). | Citat |
|       | |       |

Bønderne var nu kun i stand til at levere små mængder smør til Habsburgerne, fordi fedtet forblev i osten, deraf navnet "fedtost" for bjergost eller Emmentaler. Habsburgerne insisterede imidlertid på deres smørleverancer, og forvaltningen i Innsbruck udstedte et forbud mod produktion af hård ost, og påbød flere gange helt frem til det 19. århundrede, at de skule fortsætte med at producere surost. Det skulle modvirke et fald i leverancerne for smør og klaret smør. Ikke desto mindre fortsatte mængderne af Sura Kees i Vorarlberg med at falde, og man overgik i højere og højere grad til at producere hård ost. Det er kun i Montafon, at Sura Kees har overlevet.
Konceptet med et "Sennerei" (i.e. bondegård og mejeri i ét, se også Maiensäss) begyndte at dø i Montafon i 1960'erne, koncentrerede osteproduktionen sig i nogle få mejerier, som mestendels lå i dalene. Mangel på traditionsbevidsthed og hovedsageligt regional markedsføring, førte til et støt fald i lokale ostespecialiteter, blandt andet Sura Kees. Det var først i begyndelsen af 1990'erne, at historiske værdier blev fik deres renæssance. Den regionale specialitet Sura Kees blev mere og mere populær blandt yngre generationer, gårdbutikker opstod, og turistindustrien og gastronomi opdagede, at man kunne bruge Sura Kees i markedsføringen. En separat præmie på surost blev lanceret i 2001, og dette incitament resulterede i betydelige kvalitetsforøgelser. I kataloget "Genuss Region Österreich" den 15. september 2005 blev "Sura Kees"kendtud over regionens grænser. Efter årtiers tilbagegang blev der med disse foranstaltninger for første gang opnået en kvantitativ stigning i Sura Kees-produktionen i 2006. I 2016 var der 13 Senn i Montafon, hvor der græssede ca. 800 køer. De producerede omkring 2,5 millioner kg mælk, hvorfra der blev fremstillet omkring 248.000 kg Sura Kees.

## Produktion
Her skal der skelnes mellem to typer produktion: Sura Kees produceret efter den traditionelle metode ("Alm"- eller bjergeng-surost) og "Sura Kees" ved hjælp af den nye metode ("Dal"-surost).
Når man bruger den nye metode, klarer mejeriet sig uden trækar og den spontane modning til fordel for opkøbte kulturer. I øjeblikket arbejder seks Sennereien stadig på den traditionelle måde i Montafon.

### "Alm"-surost
Kun en lille del den fremstillede Sura Kees, omkring 10.000 kilo, fremstilles på selve Alm, altså bjergengen, den meget større del i mejerier i dalen. Man kan stort set ikke få fat i den traditionelt fremstillede ost i supermarkeder, idet de i meget høj grad findes i gårdudsalg, eller leveres til udvalgte restauranter.
Osten fremstilles traditionelt i hånden, hvor råmælk står i træbeholdere i en til to dage så det bliver let surt. Hyrden/bonden (Der "Senner"/die "Sennerin") skummer derefter fløde med sin hånd, og lægger mælken i et træbadekar, hvor det fermenterer igen i en eller to dage. Mælken anbringes derefter i en kobberkedel og opvarmes til lunken, så kvarken kan stige til toppen. Denne ostemasse skimmes af og fyldes i et cylindrisk træbadekar. En dag senere tages ostemassen, der vejer cirka fem til seks kg og er blevet til en kugle, ud af karret, gnides forsigtigt med salt, og lagres. Nu begynder ostemassen at skimle, denne skimmel vaskes regelmæssigt af ca. to til tre gange om ugen med rent eller let saltet vand. I løbet af denne modningsperiode, der varer omkring to til seks måneder, undtagelsesvis op til tolv måneder, dannes der et fedtet-svedig lag udefra og ind, og osten mister også vægt i denne periode. Når modningen er afsluttet, bliver denne Sura Kees emballeret.
Bjergengsproduktion af Sura Kees kræver høj faglighed, mange års erfaring, og fingerspidsfornemmelse. Det “rigtige tidspunkt”, når modning eller gæring er afsluttet, og osten har nået det “ideelle” punkt til videre forarbejdning, afhænger og kan afhænge af mælkens kvalitet, årstid, vejr, temperatur og en række andre ikke skemalagte faktorer. Hver Alm-surost har sin egen umiskendelige karakter.

### "Dal"-surost
Det meste Sura Kees fremstilles på mejerier rundt om i Vorarlberg. Den råmælk fra køer, der græsser på bjergenge rundt om i Montafon, leveres til disse mejerier "i dalen". For bedre at overholde hygiejnestandarderne er mælken pasteuriseret og derefter "afmagret" til 1%.
Denne skummetmælk opvarmes til 25 °C, hvorunder globulin og albumin udfældes. Derefter adskilles valle fra ostemassen, sidstnævnte skimmes af, og i modsætning til bjergengsproduktion stoppes den ikke, men formes til brød eller pinde. Ostemassen placeres nu i et saltbad og lagres. Produktet vaskes af med rent vand tre gange om ugen. Det tager cirka to til seks måneder at modne. Størstedelen af produktionsprocessen foregår mekanisk, og lagres i akklimatiserede kølerum. Ud over "brødet", der vejer omkring fem til otte kg, kan man få blokke og pinde på 100 eller 250 gram.

## Egenskaber
Sura Kees fra Montafon er en surmælkost på 1 % (dal-surost) til 10 % (bjergengs-surost) fedtindhold (i tørstof), og lavt kolesterolindhold.
Udseendet er mælkehvidt til let gulligt, på ydersiden fedtet og svedig, undertiden med en hvid, dråbelignende kerne, osten har ingen skorpe. Afhængigt af modenhedsstadiet smager Montafon Sura Kees frisk og krydret til stærk, og er let syrlig med en salt undertone. En anden egenskab er en let til stærk sur lugt afhængigt af, hvor længe osten har modnet.
Sura Kees serveres normalt med eddike, olie og løg, men kan også indtages på Schwarzbrød uden smørelse, eller med kartofler. Det bruges også i ostespätzle. I Montafon betragtes det som en mirakelkur mod tømmermænd.

## Weblinks
- Genuss Region Österreich Arkiveret 6. maj 2019 hos  Wayback Machine
- "Genuss Region Schweiz"
- Geschichte des Sura Kees Arkiveret 26. november 2015 hos  Wayback Machine (PDF, 93 kB)

## Enkelthenvisninger
1. ↑  Bracharz: From the Mountains to the Table
2. ↑  Catani: Kommentarer til en rejse gennem Montafunerberge til Vermunt-bjergene, foretaget i selskab med Pastor Pols, i Julius måned 1780. 1781. In: Der Sammler – eine gemeinnützige Wochenschrift für Bündten, 3. Jahrgang, S. 33–40.
3. ↑  Vorarlberger Alpstatistik - Alpine Summer 2016 Arkiveret 20. april 2018 hos  Wayback Machine (PDF)